# Ciara Charteris
Ciara Charteris (Johannesburgo, 3 de agosto de 1995) es una actriz sudafricana.

## Biografía
Charteris nació en Johannesburgo en 1995. Inició su carrera a mediados de la década de 2010 participando en la película de Niall Johnson Mum's List. En 2016 interpretó el papel de Lucy Lindsay Jones en la miniserie británica Close to the Enemy y un año después encarnó a la enfermera Flora Byron en Endeavour. En 2017 participó también en el largometraje de Haifaa Al-Mansour Mary Shelley, en el que interpretó a Harriet Shelley. En 2018 empezó a representar el papel de Emma Tregirls en el seriado Poldark.

## Filmografía destacada

### Cine y televisión
- 2016 - Close to the Enemy como Lucy Lindsay Jones
- 2016 - Cuando yo no esté como Olivia
- 2017 - Mary Shelley como Harriet Shelley
- 2017 - Grantchester como Annie Towler
- 2017 - Poison Tree como Phaedra
- 2017 - Endeavour como Flora Byron
- 2018 - Poldark como Emma Tregirls